# Label « Patrimoine du XXe siècle »

Le couvent des Dominicains de Lille, premier édifice labellisé « Patrimoine du XXe siècle » en 2000.

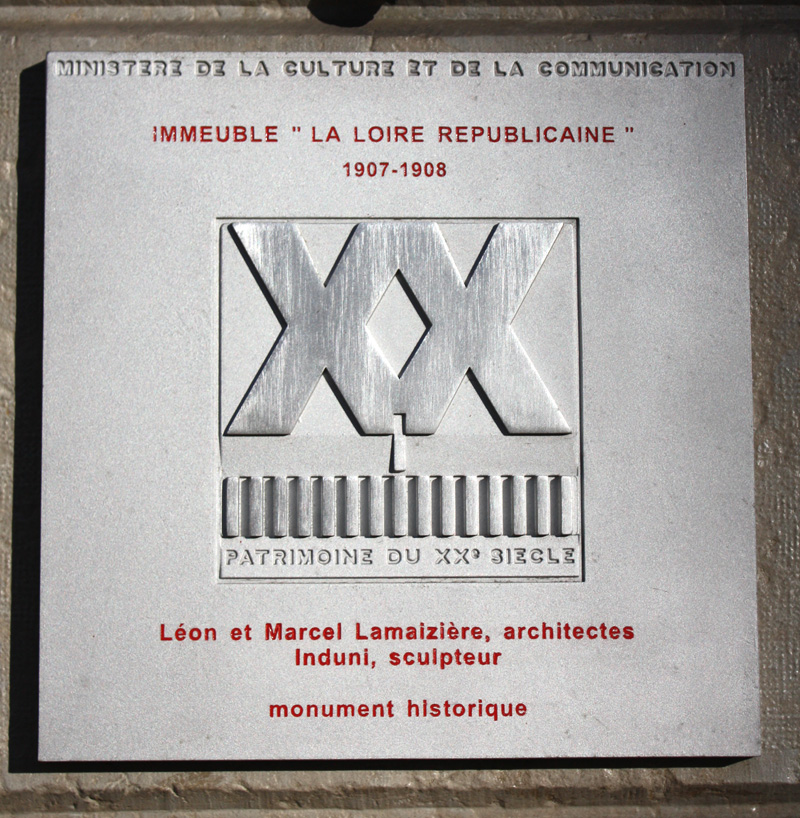
Plaque « Patrimoine du XXe siècle » sur l'immeuble, siège du journal La Loire républicaine à Saint-Étienne.

Le label « Patrimoine du XXe siècle » est un ancien label officiel français créé en 1999 par le ministère de la Culture pour être décerné à des réalisations architecturales et urbanistiques appartenant au patrimoine culturel du XXe siècle et considérées comme remarquables.
En 2016, le label est remplacé par le dispositif « Architecture contemporaine remarquable », dont le fonctionnement est sensiblement différent.

## Conséquences du label
Contrairement à l'inscription ou au classement aux monuments historiques par exemple, il n'en résulte pas de mesure de protection ou de contraintes particulières, il s'agit simplement d'une mise en lumière des productions labellisées, par diverses mesures de promotion telles que l'apposition d'une plaque informative sur l'édifice, des publications, des expositions, ou l'inscription dans la base Mérimée.
Ces mesures visent à attirer l'attention non seulement des décideurs et des aménageurs, mais aussi du public et des usagers, afin de créer une conscience collective de la valeur de ce patrimoine particulièrement exposé, favorisant ainsi sa conservation et sa sauvegarde. En effet, c'est une manière de faire changer le regard sur un patrimoine qui peut sembler peu intéressant, qui peut avoir été oublié, ou qui peut être associé à des éléments négatifs.
Incidemment, le label peut aussi constituer un levier de développement du tourisme local.

## Histoire

### Création
La création du label est une des mesures prises pour répondre à la recommandation du Conseil de l'Europe no R (91) 13 adoptée par le Comité des ministres le 9 septembre 1991, qui invite les États à mettre en œuvre une protection juridique du patrimoine architectural du XXe siècle.
Le label a été imaginé par François Barré, alors directeur de l'Architecture et du Patrimoine. Un groupe de travail a été constitué pour engager une réflexion quant à la mise en place de ce dispositif de labellisation, ce qui a mené à l'établissement d'une liste de 400 édifices majeurs du XXe siècle.
Le label a été officiellement institué par une circulaire signée le 18 juin 1999 par Catherine Trautmann, ministre de la Culture. Cette circulaire a ensuite été précisée par des circulaires d'application du 25 octobre 1999 et du 1er mars 2001.
Le premier édifice labellisé a été le couvent des Dominicains de Lille. La plaque a été dévoilée le 7 septembre 2000 par Michel Duffour, secrétaire d'État au Patrimoine et à la Décentralisation culturelle, lors des 17e Journées du patrimoine.

### Logo
Le logo qui orne les plaques signalant les édifices labellisés est le travail de Patrick Rubin et Valérie de Calignon de l'atelier Canal ; il a été choisi par la direction de l'Architecture et du Patrimoine au terme d'une consultation lancée en avril 2000.

### Statistiques
Une décennie après la première labellisation, en 2011, près de 2 300 édifices sont labellisés. Au 31 décembre 2013, il y a près de 2 800 édifices labellisés, et au 31 décembre 2014, près de 2 900 édifices labellisés. La proportion d'édifices uniquement labellisés, sans être protégés au titre des monuments historiques, est d'environ 35 %.
Le nombre des édifices labellisés varie d'une région à l'autre, selon l'intérêt des DRAC pour le sujet,.

### Suppression
En 2016, le dispositif est supprimé, au profit du nouveau label « Architecture contemporaine remarquable », dont le fonctionnement et les objectifs sont sensiblement différents. Du fait que ce nouveau label ne s'applique qu'aux bâtiments âgés de moins d'un siècle, par conséquent une grande partie des biens bénéficiant du label « Patrimoine du XXe siècle » ne sont plus couverts.

## Modalités d'attribution
Le label est attribué par le préfet de région, après examen par la Commission régionale du patrimoine et des sites d'une liste indicative établie par un groupe de travail régional. De plus, la circulaire du 1er mars 2001 dispose que « tout immeuble ou territoire représentatif des créations du XXe siècle, déjà protégé au titre des monuments historiques ou par une zone de protection du patrimoine architectural, urbain et paysager (ZPPAUP), se voit de facto attribuer ce label ».